# Liste des plus gros succès du box-office en Corée du Sud
Cet article présente les films qui ont fait le plus grand nombre d’entrées en Corée du Sud.

## Les 50 premiers films au box-office sud-coréen
Les dates correspondent à l'année de sortie du film dans les cinémas sud-coréens.
Les pays majoritaires par leur financement dans le Top 50 :
- Corée du Sud : 36 films
- États-Unis : 14 films

La couleur       indique les films en cours de diffusion.
| Rang | Titre                                       | Titre original coréen        | Réalisateur(s)              | Année | Entrées    | Pays                                                                       |
| ---- | ------------------------------------------- | ---------------------------- | --------------------------- | ----- | ---------- | -------------------------------------------------------------------------- |
| 1    | The Admiral: Roaring Currents               | 명량                         | Kim Han-min                 | 2014  | 17 615 686 | Drapeau de la Corée du Sud                                                 |
| 2    | Extreme Job                                 | 극한직업                     | Lee Byeong-heon             | 2019  | 16 266 353 | Drapeau de la Corée du Sud                                                 |
| 3    | Along With the Gods : Les Deux Mondes       | 신과함께-죄와 벌             | Kim Yong-hwa                | 2017  | 14 411 502 | Drapeau de la Corée du Sud                                                 |
| 4    | Ode to My Father                            | 국제시장                     | Yoon Je-kyoon               | 2014  | 14 265 222 | Drapeau de la Corée du Sud                                                 |
| 5    | Avengers: Endgame                           |                              | Anthony et Joe Russo        | 2019  | 13 977 692 | Drapeau des États-Unis                                                     |
| 6    | La Reine des neiges 2                       |                              | Chris Buck Jennifer Lee     | 2019  | 13 764 365 | Drapeau des États-Unis                                                     |
| 7    | Avatar                                      |                              | James Cameron               | 2009  | 13 548 716 | Drapeau des États-Unis                                                     |
| 8    | Veteran                                     | 베테랑                       | Ryoo Seung-wan              | 2015  | 13 414 200 | Drapeau de la Corée du Sud                                                 |
| 9    | Seoul Spring                                | 서울의 봄                    | Kim Seong-su                | 2023  | 13 128 187 | Drapeau de la Corée du Sud                                                 |
| 10   | The Thieves                                 | 도둑들                       | Choi Dong-hoon              | 2012  | 12 983 841 | Drapeau de la Corée du Sud                                                 |
| 11   | Miracle in Cell No. 7                       | 7번방의 선물                 | Lee Hwan-kyung              | 2013  | 12 811 435 | Drapeau de la Corée du Sud                                                 |
| 12   | Aladdin                                     |                              | Guy Ritchie                 | 2019  | 12 724 374 | Drapeau des États-Unis                                                     |
| 13   | Assassination                               | 암살                         | Choi Dong-hoon              | 2015  | 12 706 819 | Drapeau de la Corée du Sud                                                 |
| 14   | The Roundup                                 |                              | Lee Sang-yong               | 2022  | 12 684 515 | Drapeau de la Corée du Sud                                                 |
| 15   | Masquerade                                  | 광해, 왕이 된 남자           | Choo Chang-min              | 2012  | 12 323 595 | Drapeau de la Corée du Sud                                                 |
| 16   | Le Roi et le Clown                          | 왕의 남자                    | Lee Joon-ik                 | 2005  | 12 302 831 | Drapeau de la Corée du Sud                                                 |
| 17   | Along With the Gods : Les 49 Derniers Jours | 신과함께: 인과 연            | Kim Yong-hwa                | 2018  | 12 276 115 | Drapeau de la Corée du Sud                                                 |
| 18   | A Taxi Driver                               | 택시 운전사                  | Jang Hoon                   | 2017  | 12 189 195 | Drapeau de la Corée du Sud                                                 |
| 19   | Exhuma                                      | 파묘                         | Jang Jae-hyeon              | 2024  | 11 913 891 | Drapeau de la Corée du Sud                                                 |
| 20   | Frères de sang                              | 태극기 휘날리며              | Kang Je-gyu                 | 2004  | 11 746 135 | Drapeau de la Corée du Sud                                                 |
| 21   | Dernier train pour Busan                    | 부산행                       | Yeon Sang-ho                | 2016  | 11 567 341 | Drapeau de la Corée du Sud                                                 |
| 22   | The Roundup: Punishment                     | 범죄도시                     | Heo Myeong-haeng            | 2024  | 11 501 621 | Drapeau de la Corée du Sud                                                 |
| 23   | The Last Day                                | 해운대                       | Yoon Je-kyoon               | 2009  | 11 397 749 | Drapeau de la Corée du Sud                                                 |
| 24   | The Attorney                                | 변호인                       | Yang Woo-seok               | 2013  | 11 375 399 | Drapeau de la Corée du Sud                                                 |
| 25   | Avengers: Infinity War                      |                              | Anthony et Joe Russo        | 2018  | 11 212 710 | Drapeau des États-Unis                                                     |
| 26   | Inside Men                                  | 내부자들                     | Woo Min-ho                  | 2015  | 11 211 441 | Drapeau de la Corée du Sud                                                 |
| 27   | Silmido                                     | 실미도                       | Kang Woo-suk                | 2003  | 11 074 000 | Drapeau de la Corée du Sud                                                 |
| 28   | The Host                                    | 괴물                         | Bong Joon-ho                | 2006  | 10 917 400 | Drapeau de la Corée du Sud                                                 |
| 29   | Avatar : La Voie de l'eau                   |                              | James Cameron               | 2022  | 10 772 848 | Drapeau des États-Unis                                                     |
| 30   | The Roundup: No Way Out                     |                              | Lee Sang-yong               | 2023  | 10 673 787 | Drapeau de la Corée du Sud                                                 |
| 31   | Avengers : L'Ère d'Ultron                   | 어벤져스: 에이지 오브 울트론 | Joss Whedon                 | 2015  | 10 469 221 | Drapeau des États-Unis                                                     |
| 32   | Interstellar                                | 인터스텔라                   | Christopher Nolan           | 2014  | 10 370 394 | Drapeau des États-Unis · Drapeau du Royaume-Uni                            |
| 33   | Parasite                                    | 기생충                       | Bong Joon-ho                | 2019  | 10 312 251 | Drapeau de la Corée du Sud                                                 |
| 34   | La Reine des neiges                         | 겨울왕국                     | Chris Buck Jennifer Lee     | 2014  | 10 303 057 | Drapeau des États-Unis                                                     |
| 35   | Bohemian Rhapsody                           | 보헤미안 랩소디              | Bryan Singer                | 2018  | 9 944 464  | Drapeau des États-Unis · Drapeau du Royaume-Uni                            |
| 36   | A Violent Prosecutor                        | 검사외전                     | Lee Il-hyeong               | 2016  | 9 707 581  | Drapeau de la Corée du Sud                                                 |
| 37   | Exit                                        | 엑시트                       | Lee Sang-geun               | 2019  | 9 426 011  | Drapeau de la Corée du Sud                                                 |
| 38   | Snowpiercer, le Transperceneige             | 설국열차                     | Bong Joon-ho                | 2013  | 9 350 338  | Drapeau de la Corée du Sud · Drapeau de la France · Drapeau des États-Unis |
| 39   | Gwansang                                    | 관상                         | Han Jae-rim                 | 2013  | 9 135 492  | Drapeau de la Corée du Sud                                                 |
| 40   | Iron Man 3                                  | 아이언맨 3                   | Shane Black                 | 2013  | 9 001 331  | Drapeau des États-Unis                                                     |
| 41   | Take Off                                    | 국가 대표                    | Kim Yong-hwa                | 2009  | 8 845 330  | Drapeau de la Corée du Sud                                                 |
| 42   | Vice-versa 2                                |                              | Kelsey Mann (en)            | 2024  | 8 754 821  | Drapeau des États-Unis                                                     |
| 43   | Captain America: Civil War                  | 캡틴 아메리카: 시빌 워       | Anthony et Joe Russo        | 2016  | 8 677 249  | Drapeau des États-Unis                                                     |
| 44   | The Pirates                                 | 해적: 바다로 간 산적         | Lee Seok-hoon               | 2014  | 8 666 046  | Drapeau de la Corée du Sud                                                 |
| 45   | Miss Granny                                 | 수상한 그녀                  | Hwang Dong-hyuk             | 2014  | 8 660 623  | Drapeau de la Corée du Sud                                                 |
| 46   | D-War                                       | 디 워                        | Shim Hyung-rae              | 2007  | 8 426 973  | Drapeau de la Corée du Sud · Drapeau des États-Unis                        |
| 47   | Destruction finale                          | 백두산                       | Lee Hae-joon Kim Byeong-seo | 2019  | 8 252 669  | Drapeau de la Corée du Sud                                                 |
| 48   | Speedy Scandal                              | 과속 스캔들                  | Kang Hyeong-cheol           | 2008  | 8 245 523  | Drapeau de la Corée du Sud                                                 |
| 49   | Top Gun: Maverick                           |                              | Joseph Kosinski             | 2022  | 8 156 329  | Drapeau des États-Unis                                                     |
| 50   | Friend                                      | 친구                         | Kwak Kyung-taek             | 2001  | 8 134 500  | Drapeau de la Corée du Sud                                                 |

## Les 50 plus grands succès sud-coréens
| Rang | Titre international                         | Titre original              | Réalisateur(s)              | Entrées    | Année |
| ---- | ------------------------------------------- | --------------------------- | --------------------------- | ---------- | ----- |
| 1    | The Admiral: Roaring Currents               | 명량                        | Kim Han-min                 | 17 614 679 | 2014  |
| 2    | Extreme Job                                 | 극한직업                    | Lee Byeong-heon             | 16 265 618 | 2019  |
| 3    | Along With the Gods : Les Deux Mondes       | 신과함께-죄와 벌            | Kim Yong-hwa                | 14 411 502 | 2017  |
| 4    | Ode to My Father                            | 국제시장                    | Yoon Je-kyoon               | 14 262 498 | 2014  |
| 5    | Veteran                                     | 베테랑                      | Ryoo Seung-wan              | 13 414 200 | 2015  |
| 6    | The Host                                    | 괴물                        | Bong Joon-ho                | 13 019 740 | 2006  |
| 7    | The Thieves                                 | 도둑들                      | Choi Dong-hoon              | 12 983 841 | 2012  |
| 8    | Miracle in Cell No. 7                       | 7번방의 선물                | Lee Hwan-kyung              | 12 811 435 | 2013  |
| 9    | Assassination                               | 암살                        | Choi Dong-hoon              | 12 811 435 | 2015  |
| 10   | Masquerade                                  | 광해, 왕이 된 남자          | Choo Chang-min              | 12 323 555 | 2012  |
| 11   | Le Roi et le Clown                          | 왕의 남자                   | Lee Joon-ik                 | 12 302 831 | 2005  |
| 12   | Along With the Gods : Les 49 Derniers Jours | 신과함께: 인과 연           | Kim Yong-hwa                | 12 275 843 | 2018  |
| 13   | A Taxi Driver                               | 택시 운전사                 | Jang Hoon                   | 12 189 195 | 2017  |
| 14   | Frères de sang                              | 태극기 휘날리며             | Kang Je-gyu                 | 11 746 135 | 2004  |
| 15   | Dernier train pour Busan                    | 부산행                      | Yeon Sang-ho                | 11 565 827 | 2016  |
| 16   | The Last Day                                | 해운대                      | Yoon Je-kyoon               | 11 453 338 | 2009  |
| 17   | The Attorney                                | 변호인                      | Yang Woo-seok               | 11 374 861 | 2013  |
| 18   | Silmido                                     | 실미도                      | Kang Woo-suk                | 11 081 000 | 2003  |
| 19   | Parasite                                    | 기생충                      | Bong Joon-ho                | 10 097 266 | 2019  |
| 20   | A Violent Prosecutor                        | 검사외전                    | Lee Il-hyeong               | 9 707 581  | 2016  |
| 21   | Exit                                        | 엑시트                      | Lee Sang-geun               | 9 425 498  | 2019  |
| 22   | Snowpiercer, le Transperceneige             | 설국열차                    | Bong Joon-ho                | 9 350 227  | 2013  |
| 23   | Gwansang                                    | 관상                        | Han Jae-rim                 | 9 135 540  | 2013  |
| 24   | Take Off                                    | 국가 대표                   | Kim Yong-hwa                | 8 845 330  | 2009  |
| 25   | The Pirates                                 | 해적: 바다로 간 산적        | Lee Seok-hoon               | 8 666 046  | 2014  |
| 26   | Miss Granny                                 | 수상한 그녀                 | Hwang Dong-hyuk             | 8 658 691  | 2014  |
| 27   | D-War                                       | 디 워                       | Shim Hyung-rae              | 8 426 973  | 2007  |
| 28   | Destruction finale                          | 백두산                      | Lee Hae-joon Kim Byeong-seo | 8 250 779  | 2019  |
| 29   | Speedy Scandal                              | 과속 스캔들                 | Kang Hyeong-cheol           | 8 245 523  | 2008  |
| 30   | Friend                                      | 친구                        | Kwak Kyung-taek             | 8 134 500  | 2001  |
| 31   | Welcome to Dongmakgol                       | 웰컴 투 동막골              | Park Kwang-hyun             | 8 008 622  | 2005  |
| 32   | Confidential Assignment                     | 공조                        | Kim Sung-hoon               | 7 817 654  | 2017  |
| 33   | Himalaya                                    | 히말라야                    | Lee Seok-hoon               | 7 759 761  | 2015  |
| 34   | The Age of Shadows                          | 밀정                        | Kim Jee-woon                | 7 500 457  | 2016  |
| 35   | War of the Arrows                           | 최종병기 활                 | Kim Han-min                 | 7 482 180  | 2011  |
| 36   | Sunny                                       | 써니                        | Kang Hyeong-cheol           | 7 374 920  | 2011  |
| 37   | May 18                                      | 화려한 휴가                 | Kim Ji-hoon                 | 7 307 993  | 2007  |
| 38   | The Agent                                   | 베를린                      | Ryoo Seung-wan              | 7 166 290  | 2013  |
| 39   | A Werewolf Boy                              | 늑대 소년                   | Jo Sung-hee                 | 7 069 127  | 2012  |
| 40   | Secretly, Greatly                           | 은밀하게 위대하게           | Jang Cheol-soo              | 6 963 821  | 2013  |
| 41   | Tazza: The High Rollers                     | 타짜                        | Choi Dong-hoon              | 6 847 777  | 2006  |
| 42   | Le Bon, la Brute et le Cinglé               | 좋은 놈, 나쁜 놈, 이상한 놈 | Kim Jee-woon                | 6 686 949  | 2008  |
| 43   | 200 Pounds Beauty                           | 미녀는 괴로워               | Kim Yong-hwa                | 6 619 498  | 2006  |
| 44   | The Man from Nowhere                        | 아저씨                      | Lee Jeong-beom              | 6 282 774  | 2010  |
| 45   | Woochi, le magicien des temps modernes      | 전우치                      | Choi Dong-hoon              | 6 136 928  | 2009  |
| 46   | My Boss, My Teacher                         | 투사부일체                  | Kim Dong-won                | 6 105 431  | 2006  |
| 47   | Northern Limit Line                         | 연평해전                    | Kim Hak-soon                | 5 930 928  | 2015  |
| 48   | Joint Security Area                         | 공동경비구역 JSA            | Park Chan-wook              | 5 830 000  | 2000  |
| 49   | Shiri                                       | 쉬리                        | Kang Je-gyu                 | 5 820 000  | 1999  |
| 50   | Marrying the Mafia II                       | 가문의 위기                 | Jeong Yong-ki               | 5 635 266  | 2005  |

### Par thème
- Box-office de la franchise Pirates des Caraïbes
- Box office des films Marvel
- Box-office des films d'animation DreamWorks
- Box-office des films d'animation Pixar
- Box-office des films d'animation Disney
- Box-office des films d'animation 20th Century Fox/Blue Sky Studios
- Box-office des films d'animation des studios Ghibli